# Ken Mennell
 (octobre 2018).
Si vous disposez d'ouvrages ou d'articles de référence ou si vous connaissez des sites web de qualité traitant du thème abordé ici, merci de compléter l'article en donnant les références utiles à sa vérifiabilité et en les liant à la section « Notes et références ».
Ken Mennell est un scénariste de bande dessinée britannique.

## Œuvre

### Albums
- Atémi, Aventures et Voyages, collection Mon journal
  1.  La Force de l'habitude, scénario de Ken Mennell, dessins de Jordi Bernet et Eric Bradbury, 1979
  2. Ce n'est pas de la tarte !, scénario de Ken Mennell, dessins collectifs, 1979
  3. Une toute petite chose, scénario de Ken Mennell, dessins d'Alfonso Font, 1979
  4. Rififi à Hong-Kong, scénario de Ken Mennell, dessins d'Alfonso Font, 1979
  5. Mission parallèle, scénario de Ken Mennell, dessins d'Alfonso Font, 1979
  6. Chassé-croisé, scénario de Ken Mennell, dessins d'Alfonso Font, Jordi Bernet et Enrique Cerdán Fuentes, 1979
  7. Embrasse-moi, scénario de Ken Mennell, dessins d'Alfonso Font, 1979
  8. La Secte des Shavajtari, scénario de Ken Mennell et Luigi Piccatto, dessins d'Alfonso Font, Luigi Piccatto,et Gallieno Ferri, 1979
  9. Tower Plastic & Co, scénario de Ken Mennell et Luigi Piccatto, dessins d'Alfonso Font, Luigi Piccatto,et Gallieno Ferri, 1979
  10. Mauvais pour la santé, scénario de Ken Mennell, dessins d'Alfonso Font, 1979
  11. L'Empereur des Tongs, scénario de Ken Mennell, dessins d'Alfonso Font, 1979
  12. Trahison, scénario de Ken Mennell et Michel-Paul Giroud, dessins d'Alfonso Font et Michel-Paul Giroud, 1979
- Trophée, Aventures et Voyages, collection Mon journal
  1.  Trophée 8, scénario de Guy Lehideux, Mario Basari, Ken Mennell, Christopher Lowder et Dopi, dessins de Guy Lehideux, Barrie Mitchell, Ruggero Giovannini et Francisco Solano López, 1972
- Spécial Trophée, Aventures et Voyages, collection Mon journal
  1.  Spécial Trophée 3, scénario et dessins collectifs, 1987
  2. Spécial Trophée 4, scénario et dessins collectifs, 1987
- Yataca, Aventures et Voyages, collection Mon journal
  1.  Le Trésor du magicien, scénario de Ken Mennell, dessins de Francisco Solano López et Jaime Forns, 1984
  2.  Les Hommes sans nom, scénario de Ken Mennell, dessins de Francisco Solano López et Jaime Forns, 1984
  3. Les Dieux fous, scénario de Ken Mennell, dessins de Francisco Solano López et Jaime Forns, 1984
  4. Le Lion de neige, scénario de Ken Mennell, dessins de Francisco Solano López et Jaime Forns, 1984